# Eiffelospina
Genre
Espèces de rang inférieur
- Eiffelospina bifurcata
- Eiffelospina candelabrum
- Eiffelospina spiculata
- Eiffelospina turrisfenestrata

Eiffelospina est un genre de Rotosphaerida. Il est détaché du genre Thomseniophora et donc de Pinaciophora.
Faute de données moléculaires, le genre est défini sur des considérations morphologiques et sa position phylogénétique est discutée (entre Cercozoaires et Holomycètes,).
Ces amibes hétérotrophes se caractérisent par des cellules uninucléées, non flagellées, avec de très fins filopodes, dépourvues de granules visibles en microscopie optique. Les écailles en forme de plaque tangentielle à deux couches présentent de nombreuses perforations disposées de manière hexagonale sur la couche interne. Le genre Eiffelospina se distingue par des plaques tangentielles avec en couche externe des trous disposés de manière irrégulière ; couche externe d'écailles radiales creuses à dents terminales, évasées distalement et proximalement, la région centrale s'effilant distalement et perforée de nombreux trous.

## Liste des espèces
- Eiffelospina bifurcata (Thomsen, 1978) Cavalier-Smith, 2012
- Eiffelospina candelabrum (Thomsen, 1978) Cavalier-Smith, 2012
- Eiffelospina spiculata (Thomsen, 1978) Cavalier-Smith, 2012
- Eiffelospina turrisfenestrata (Wujek and O’Kelly, 1991) Cavalier-Smith, 2012